# Paratapinocyba
Paratapinocyba is een geslacht van spinnen uit de familie hangmatspinnen (Linyphiidae).

## Soorten
De volgende soorten zijn bij het geslacht ingedeeld:
- Paratapinocyba kumadai Saito, 1986
- Paratapinocyba oiwa (Saito, 1980)